# Paweł Cieślik
Paweł Cieślik, nascido em 12 de abril de 1986 em Poznań, é um ciclista polaco, membro da equipa Wibatech Merx 7R.

## Palmarés

### Palmarés em estrada
- 2005
  - Grande Prêmio das Feiras de Orval
  - 2.º do Grand Prix de Puy-l'Évêque
  - 3.º da Tour des Pays de Savoie
- 2007
  - 3.º do Giro del Canavese
- 2010
  - 2.º do Campeonato da Polónia de carreira de costa
- 2011
  -     - 4. ª etapa da Tour da Eslováquia

  - 3.º do Campeonato da Polónia de carreira de costa
- 2012
  -     - 2. ª etapa do Tour de Malopolska
    - 7. ª etapa do Bałtyk-Karkonosze Tour

  - 2.º do Tour de Malopolska
- 2013
  -     - 8. ª etapa do Bałtyk-Karkonosze Tour

  - 2.º do Tour de Malopolska
  - 3.º do Memorial Henryk Łasak
- 2014
  -     - 2. ª etapa da Tour de Haute-Autriche

  - Grande Prêmio Kralovehradeckeho kraje
  - 2.º do Okolo Jižních Čech
  - 3.º do Tour de Malopolska
  - 3.º da Tour de Haute-Autriche
- 2015
  - 2.º da Volta da Boêmia do Leste
  - 3.º da Tour da Eslováquia
- 2017
  - 2.º da Course de Solidarność et des champions olympiques
- 2018
  - 2.º do Tour de Malopolska
  - 3.º do Bałtyk-Karkonosze Tour

### Classificações mundiais
| Ano             | 2007   | 2008 | 2009 | 2010 | 2011  | 2012  | 2013  | 2014 | 2015  | 2016  | 2017  |
| UCI Europe Tour | 619.º. |      |      |      | 476.º | 338.º | 244.º | 85.º | 138.º | 464.º | 429.º |